# Rosário Oeste
Rosário Oeste est une municipalité brésilienne située dans l'État du Mato Grosso.